# Gottfried Kohler
Gottfried Kohler (Schöftland, 31 oktober 1926 - 14 februari 2013) was een Zwitsers voetballer die speelde als middenvelder.

## Carrière
Kohler speelde gedurende zijn hele carrière voor FC Zürich, hij begin in de jeugd en maakte zijn profdebuut in 1945.
Hij speelde één interland voor Zwitserland waarin hij niet kon scoren, het was een oefeninterland tegen Nederland, ze wonnen de wedstrijd met 1-2.